# Кибису Гаэси
Кибису Гаэси (яп. 踵返 кибису гаэси, букв. «выкручивание пятки») — приём в дзюдо, входящий в раздел бросков, группу бросков из стойки, класс бросков для проведения которых в основном используются руки. 
Бросок был включен в современный список 67 приёмов Кодокан-дзюдо в 1982 году . Представляет собой произведённый одной (одноимённой) рукой выхват за пятку  ; под этим именем и известен в России, в англоязычных странах принято название one-hand reversal или «переворот одной рукой». 
Согласно правилам 2014 года, в спортивном дзюдо такой приём запрещён, как проводимый руками ниже пояса. 